# Hunnum
Hunnum (také Onnum, s moderním názvem Halton Chesters) byla římská pevnost ležící na sever od moderní vesnice Halton, v hrabství Northumberland v severovýchodní Anglii.
Hunnum byla pátá pevnost Hadriánova valu, za pevnostmi Segedunum (Wallsend), Pons Aelius (Newcastle), Condercum a Vindobala. Nachází se asi 12 kilometrů na západ od posledně jmenované a 4 kilometry na sever od pevnosti Corstopitum. Lokalitu protíná moderní silnice B6318 (Military Road), která v tom místě běží podél valu.

## Název
Polatinštěný keltský název "Onnum" může znamenat "vodní tok/ voda", "jasan", nebo "skála"; jestliže to znamená “vodní tok”, může jít o odkaz na Fence Burn, tekoucí v těsné blízkosti Hadriánova valu, pokud to však znamená “skála”, může se týkat kopce Down Hill ležícího na východ od pevnosti.

## Popis
Pevnost střežila silnici Dere Street v místě, kde cesta prochází římským valem v údolí bezprostředně na západ od ní. Původně měla tvar obdélníka, měřila 140 metrů od severu k jihu a 120 metrů od východu a západ, ale později byl úsek jižně od valu rozšířen směrem na západ, takže jižní zeď pevnosti se prodloužila na 170 metrů, čímž pevnost získala tvar písmene L. Plochy severní a jižní sekce se rozkládají na 19 000 metrech čtverečních (4,3 a 4,8 akru).

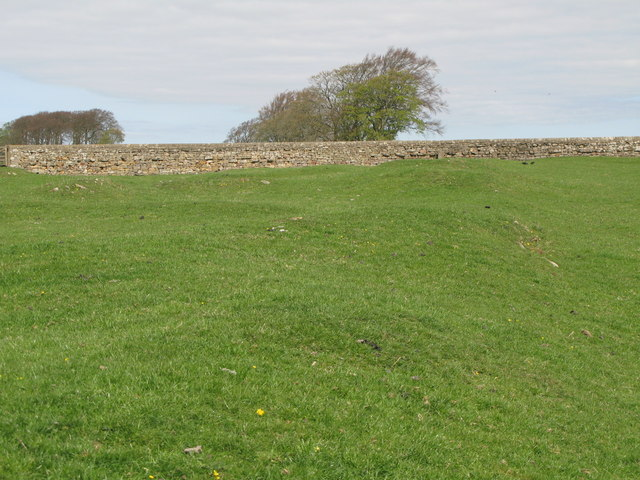
Hunnum - východní zeď

Na hlavní světové strany vedly čtyři hlavní brány s dvojitými portály a místností pro stráže. V různých dobách byly některé vjezdy zastavěny, oba portály západní brány téměř od začátku. V každém rohu pevnosti stály věže, stejně jako na obou stranách hlavních bran. Pevnost byla postavena pravděpodobně mezi roky 122 a 126.
Vallum, val s příkopem opatřený palisádou, vedl v nevelké vzdálenosti směrem na jih a protínala ho silnice, která spojovala jižní bránu pevnosti s civilní osadou (vicus) ležící hned u valu z jižní strany.

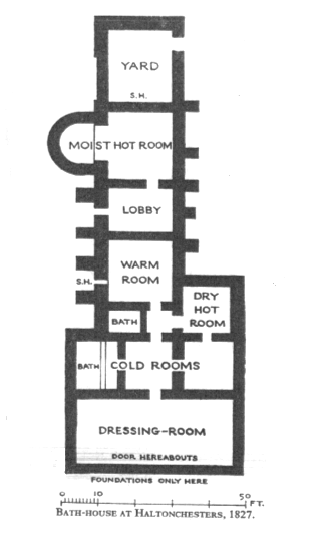
Lázně pevnosti Hunnum

## Posádka
Nápis na desce ze západní brány pevnosti uvádí, že za počáteční stavební práce zodpovídala Legio VI Victrix. V pevnosti původně pravděpodobně byla kohorta 500 pěšáků a jezdců, ve 3. století jezdecký oddíl zvaný Ala I Pannoniorum Sabiniana nebo Ala Sabiniana podle svého zakladatele Sabina.

## Archeologický výzkum
Pole severně od Military Road se severním úsekem pevnosti bylo poprvé zoráno v roce 1827 a tehdy byly nalezeny lázně. Dům měl například lázně studené, teplé i parní a šatnu. Ve srovnání s ostatními pevnostmi Hadriánova valu vyniká velikostí.